# Mierzeja Messyńska
Die Mierzeja Messyńska (deutsch Messina, übersetzt Messina-Nehrung) ist eine fast zwei Kilometer lange Halbinsel in Danzig in der Woiwodschaft Pommern in Polen. Die ehemalige Insel Messina ist ein Teil der Wyspa Sobieszewska (übersetzt Bohnsacker Insel) und gehört zum Natur- und Vogelschutzgebiet Ptasi Raj.

## Geographie und Geschichte
Die Halbinsel trennt den See Ptasi Raj von der Danziger Bucht und ist 1900 Meter lang sowie 100 bis 300 Meter breit. Der Dünenstreifen hat eine maximale Höhe von 3,2 m n.p.m. und ist mit dem Östlichen Haken zusammengewachsen.

## Geschichte
Ende Januar 1840 brach die Weichsel nach einem Hochwasser durch die Danziger Nehrung. In der Folge entstanden an ihrer neuen Mündung Sandbänke und Inseln. Am 9. November 1867 strandete die schwedische Bark Messina aus Hudiksvall vor der Weichselmündung. Dieser Schiffbruch war namensgebend für die Insel. Für Opfer der Choleraepidemie wurde 1892/1893 auf der höchsten Stelle ein Friedhof angelegt. Neun Menschen wurden dort begraben.
Durch Maßnahmen des Küstenschutzes, unter anderem wurde zur Weichsel hin ein langer Steindamm errichtet, entstand der heute etwa 50 Hektar große Messina-See (Jezioro Ptasi Raj). Nachdem das Gebiet anfangs für den Wassersport genutzt worden war, setzte sich ab 1910 der Verein Jordsand zum Schutze der Seevögel für die Einrichtung eines Schutzgebietes ein. Trotz des Ersten Weltkriegs wurde 1915 das „staatliche Vogelschutzgebiet ‚Insel Messina‘“ ausgewiesen. Im Jahre 1959 wurde das 198 Hektar große Naturschutzgebiet Ptasi Raj eingerichtet.